# Sarah Chang
Sarah Chang (rojena Sarah Yong-ju Chang), korejsko-ameriška violinistka, * 10. december 1980, Filadelfija, Pensilvanija.
Glasbeno kariero je začela s štirimi leti kot čudežni otrok, leta 1989 je debitirala z Newyorško filharmonijo, nato s Filadelfijsko filharmonijo in se vpisala na znamenito glasbeno šolo Juilliard v New Yorku. Maturirala je leta 1999 in nadaljevala študij, medtem pa v okviru koncertnih turnej prepotovala domala ves svet. Sodelovala je z večino svetovno znanih orkestrov, trenutno pa igra na violino Guarneri del Gesu iz leta 1717. Ima bogato diskografijo, za svoje delo pa je prejela zajetno število nagrad in priznanj.